# Giải quần vợt Wimbledon 2018 - Đôi nữ xe lăn
Yui Kamiji và Jordanne Whiley hai lần là đương kim vô địch, nhưng Whiley không chọn tham dự. Kamiji đánh cặp với Diede de Groot và bảo vệ thành công danh hiệu của cô, đánh bại Sabine Ellerbrock và Lucy Shuker trong trận chung kết, 6–1, 6–1.

## Hạt giống
1. Diede de Groot /  Yui Kamiji (Vô địch)
2. Marjolein Buis /  Aniek van Koot (Bán kết)

## Kết quả

### Từ viết tắt
| - Q = Vòng loại - WC = Đặc cách - LL = Thua cuộc may mắn - Alt = Thay thế - SE = Miễn đặc biệt | - PR = Bảo toàn thứ hạng - w/o = Thắng nhờ đối thủ rút lui trước trận đấu - r = Bỏ cuộc giữa trận đấu - d = Bị xử thua - SR = Xếp hạng đặc biệt |

### Chung kết
|  | Bán kết | Bán kết                             | Bán kết | Bán kết                       | Bán kết |                           |   | Chung kết | Chung kết | Chung kết | Chung kết | Chung kết |  |
|  |         |                                     |         |                               |         |                           |   |           |           |           |           |           |  |
|  | 1       | Diede de Groot Yui Kamiji           | 6       | 6                             |         |                           |   |           |           |           |           |           |  |
|  | 1       | Diede de Groot Yui Kamiji           | 6       | 6                             |         |                           |   |           |           |           |           |           |  |
|  |         | Katharina Krüger Kgothatso Montjane | 0       | 0                             |         |                           |   |           |           |           |           |           |  |
|  |         | Katharina Krüger Kgothatso Montjane | 0       | 0                             | 1       | Diede de Groot Yui Kamiji | 6 | 6         |           |           |           |           |  |
|  |         |                                     |         |                               |         | Diede de Groot Yui Kamiji | 6 | 6         |           |           |           |           |  |
|  |         |                                     |         | Sabine Ellerbrock Lucy Shuker | 1       | 1                         |   |           |           |           |           |           |  |
|  |         | Sabine Ellerbrock Lucy Shuker       | 3       | Sabine Ellerbrock Lucy Shuker | 1       | 1                         | 6 | 6         |           |           |           |           |  |
|  |         |                                     |         |                               |         |                           |   | 6         |           |           |           |           |  |
|  | 2       | Marjolein Buis Aniek van Koot       | 6       | 4                             | 4       |                           |   |           |           |           |           |           |  |